# プラット・アンド・ホイットニー JT3D

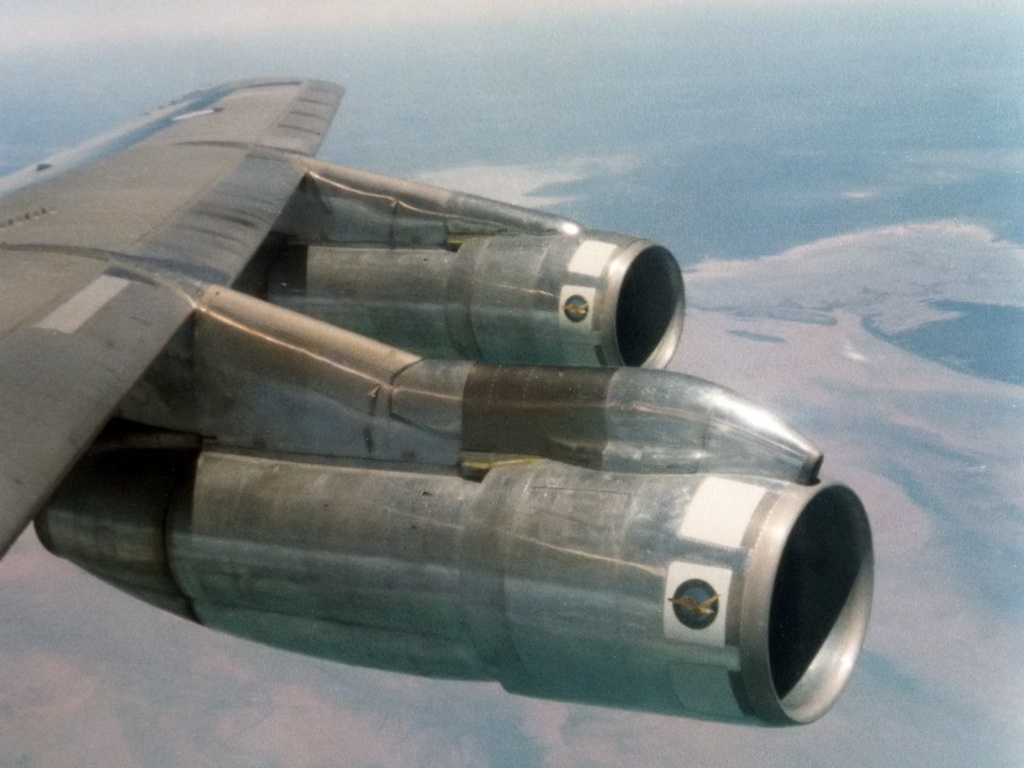
B707に装備されたJT3D-3B

JT3Dは、プラット・アンド・ホイットニーが開発したターボファンエンジン。ターボファンエンジン
としては初期のものであり、1958年にJT3C（J57） ターボジェットエンジンを改良してできたものである。1959年から1985年の間に8,000基以上が生産された。アメリカ空軍の制式記号TF33としても知られ、軍用機にも用いられている。

## 概要
1959年、ボーイング707と720向けに発注が開始された。アメリカン航空はJT3Dを搭載したB707、KLMオランダ航空はJT3Dを搭載したDC-8をそれぞれ注文した。初期のB707はJT3C ターボジェットエンジンを搭載していたが、騒音が大きく、燃費も悪かった。そのため、経済性を要するエアラインでは高性能なターボファンエンジンの登場が望まれていた。JT3Dを搭載したB707-123とB720-023は、1961年3月12日にアメリカン航空で運航を開始した。次に開発されたB707-300シリーズは、JT3D ターボファンのみの注文だった。
KC-135Aは、J57（JT3C）ターボジェットエンジンを搭載しており、数機が試験的にTF33に換装している。その後1980年代の近代化計画により160機がJT3D（アメリカ軍名称：TF33-PW-102）に換装し、型式名がKC-135Eに変更され、空軍州兵などに配備された。
JT3D（TF33）を搭載する機体にB-52H爆撃機がある。 B-52Hは、TF33を8基（2基1組で4つのパイロンで翼下に装着）使用している。数度の運用期間延長を経て老朽化した事に加え、メーカー側が2030年以降サポートを行わない方針を示したことから、2021年9月24日、換装用のエンジンとしてロールス・ロイス「F130」の採用が発表された。なお、後継となるF130も2基1組で8基で搭載される。

## 搭載機
- ボーイング B-52H（TF33）

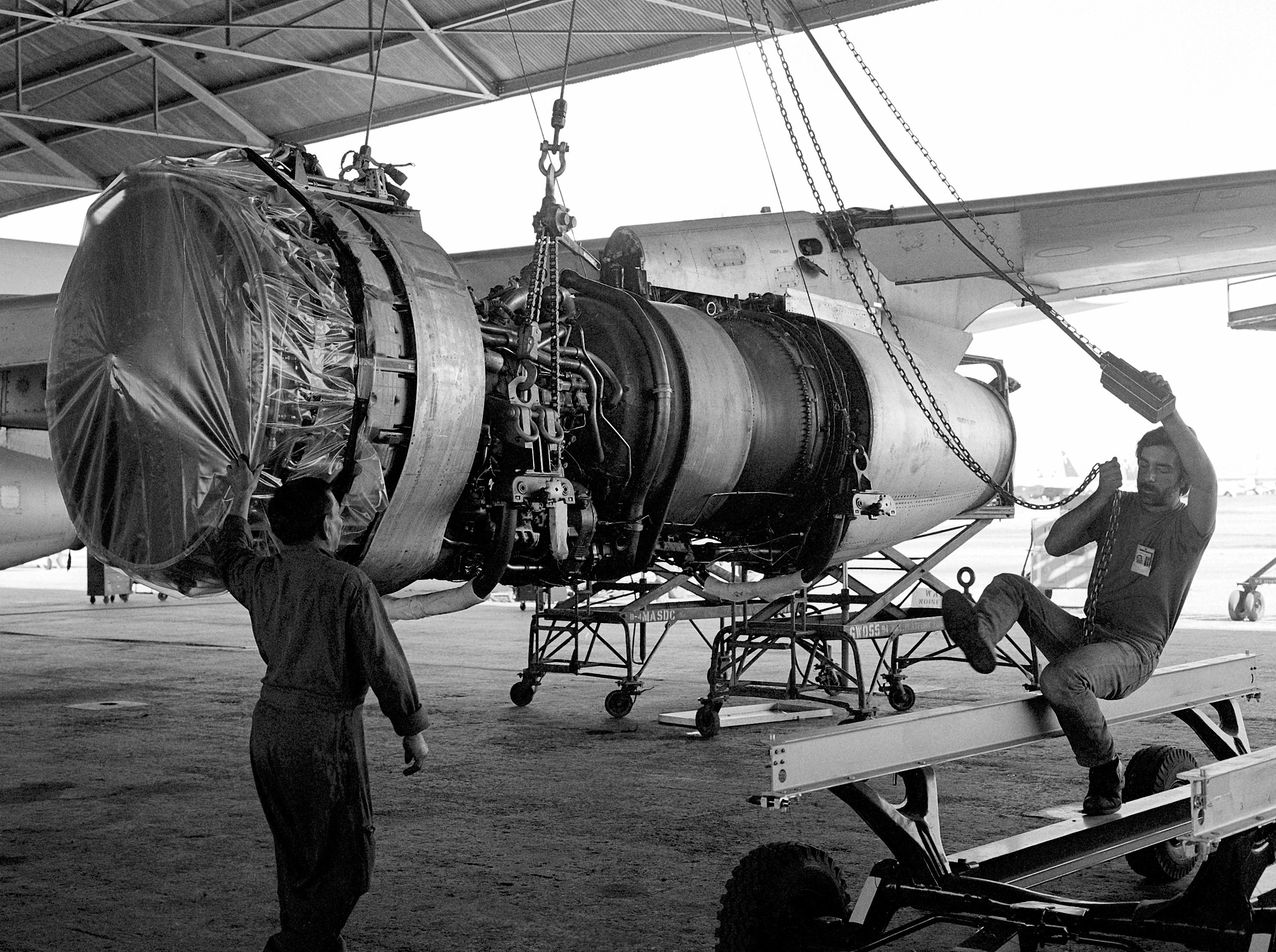
KC-135に装備中のTF33

- ボーイング 707（JT3D）、軍用型（TF33）
- ボーイング KC-135E（元々は民間航空会社で余剰となったB707のJT3Dを再生装着。装着後TF33と命名）
- ダグラス DC-8（JT3D）
- ロッキード C-141（TF33）
- イングリッシュ・エレクトリック / マーチン RB-57F（TF33）
- シャンハイ Y-10（JT3D）

## 仕様 (TF33-PW-7)
一般的特性
- 形式: ターボファン
- 全長: 6200mm
- 直径: 1000mm
- 乾燥重量:

構成要素
- 圧縮機: 軸流式、低圧7段

性能
- 推力: 21,000lbf
- 出力重量比:

## バリエーション
JT3D-3
出力18,000lb（80.1kN）。民間用。
TF33-P-3
出力17,000lb（75.6kN）。B-52H用。
TF33-P-5
出力18,000lb（80.1kN）。KC-135E用。
TF33-P-7
出力21,000lb（93.4kN）。C-141用。
TF33-P-11
出力16,000lb（71.2kN）。WB-57F用。